# اپراتور (ژنتیک)
در ژنتیک، اپراتور بخشی از دی‌ان‌ای است که به یک فاکتور رونویسی پروتئین متصل می شود. قسمت اپراتور در یک اپرون بین  قسمت برانگیزنده و ژنهای ساختاری قرار دارد.

## منیع
ویکی‌پدیا انگلیسی 